# Farol do Rio Macuti
O Farol do Rio Macuti ou Farol de Macuti, é um farol Moçambicano localizado em Macuti, a 2,2 km a ENE da ponta de mesmo nome junto à cidade da Beira.
Torre troncónica elevenado-se de um edifício de dois andares, pintada com bandas horizontais vermelhas e brancas, com duas galerias e lanterna, tudo vermelho.

## História
Este era um do quatro faróis, Inhaca (1894), Barra (1900),  Ponta Macuti (1904) e Ilha de Gôa (1876) existentes em Moçambique antes do plano geral de faróis confiado em dezembro de 1907 ao capitão-de-fragata, engenheiro hidrográfico Shultz Xavier, e cuja construção tinha obedecido a conveniências locais.